# Kościół św. Anny w Przyłęku
Kościół świętej Anny – rzymskokatolicki kościół parafialny należący do parafii pod tym samym wezwaniem (dekanat Kamieniec Ząbkowicki diecezji świdnickiej).
Świątynia wzmiankowana była już w 1230 roku. Obecna została zbudowana w XIV wieku. Następnie została gruntownie przebudowana w 1823 roku. Z kolei wieża została wzniesiona w 1871 roku. Wnętrze kościoła jest skromne, jednonawowe. Zachował się w nim portal kamienny w stylu gotyckim.